# Gonzalo Pintos
Gonzalo Martín Pintos Pintos, noto semplicemente come Gonzalo Pintos (Montevideo, 16 febbraio 1998), è un calciatore uruguaiano, attaccante del Villa Española.

## Carriera
Cresciuto nel settore giovanile del Cerro, ha debuttato in prima squadra il 9 marzo 2019 disputando l'incontro di  Primera División Profesional pareggiato 1-1 contro il Plaza Colonia.